# Cantonul San-Martino-di-Lota
Cantonul San-Martino-di-Lota este un canton din arondismentul Bastia, departamentul Haute-Corse, regiunea Corsica, Franța.

## Comune
| Comune               | Populație (1999) | Cod poștal | Cod INSEE |
| -------------------- | ---------------- | ---------- | --------- |
| San-Martino-di-Lota  | 2.882            | 20200      | 2B305     |
| Santa-Maria-di-Lota  | 2.005            | 20200      | 2B309     |
| Ville-di-Pietrabugno | 3.559            | 20200      | 2B353     |